# Ümit Karan
Ümit Karan (Berlino, 1º ottobre 1976) è un allenatore di calcio ed ex calciatore turco, di ruolo attaccante.

## Carriera

### Club
Ha giocato per 5 stagioni nel Gençlerbirliği, nelle quali in 133 presenze segna 49 gol. Nel 2001, viene notato dal Galatasaray, che lo acquista: nella sua prima stagione (2001-2002) realizza 14 gol, fra campionato e coppe. Nella stagione 2002-2003 in 33 presenze realizza 19 gol totali.
Nel 2003 comincia a perdere la considerazione dell'allenatore, anche a causa di vari infortuni, e in 14 presenze realizza sole 2 reti.
La stagione seguente, dopo la prima parte della stagione vissuta quasi senza giocare, passa in prestito al Ankaraspor, anche per cercare di recuperare la forma fisica. Qui realizza 5 gol in 12 presenze.
Nel 2005, con l'arrivo del nuovo allenatore Eric Gerets, viene richiamato al Galatasaray, e riesce a conquistarsi la fiducia dell'allenatore. In questa stagione realizza 17 gol in 24 presenze. Nella stagione 2006-2007 realizza 18 gol in 28 presenze. Nella stagione 2007-2008 realizza 11 gol in 30 presenze mentre nella stagione seguente non realizza neanche un gol in 18 presenze cosicché il Galatasaray a fine stagione non gli rinnova il contratto scadente a fine stagione. Tra il 2009 e il 2011 milita nell'Eskişehirspor prima di giocare il suo ultimo incontro il 6 maggio del 2011.